# Volta Redonda
Volta Redonda (en español Vuelta Redonda) es un municipio brasileño del estado de Río de Janeiro. Se la conoce como la "Ciudad del acero".
Se localiza a una latitud de 22º 31' 23" sur y una longitud de 44º 06' 15" oeste, estando a una altitud de 390 metros sobre el nivel del mar. Es atravesada por el río Paraíba do Sul que corre en dirección oeste-este, siendo el principal abastecedor del municipio y también responsable por su nombre, debido a un accidente geográfico en su curso.
En Volta Redonda se encuentra la Compañía Siderúrgica Nacional (CSN), mayor siderúrgica de América Latina. Actualmente su economía, a pesar de estar basada en la industria, es bastante diversificada, estando gran parte avocada a la prestación de servicios y el comercio.
La ciudad limita con los municipios de Barra Mansa, Barra do Piraí, Pinheiral, Piraí y Río Claro, encontrándose a 130 kilómetros de la ciudad de Río de Janeiro.
Posee una superficie de 182,317 km² y una población estimada que para julio de 2008 llegaba a los 319.115 habitantes, siendo la mayor ciudad de la región Sur Fluminense y la tercera del interior del estado.